# Amarelas
Amarelas é um dos distritos do município de Camocim, no estado do Ceará Foi criado através da lei estadual nº 6397, de 03 de julho de 1963, e anexado ao município de Camocim. A economia está baseada na pesca, agricultura e turismo. No distrito está localizada a Usina de Energia Eólica de Praia Formosa, uma capacidade instalada de 104,1 MW.
A Lagoa de Amarelas é um dos pontos turísticos da localidade, onde também se realizam eventos esportivos. As festividades de São Sebastião, padroeiro do distrito, realizada na semana de 19 de janeiro, movimenta a localidade e o comércio na região 